# Ranunculus digitatifolius
Ranunculus digitatifolius är en ranunkelväxtart som beskrevs av Jasiew.. Ranunculus digitatifolius ingår i släktet ranunkler, och familjen ranunkelväxter. Inga underarter finns listade i Catalogue of Life.